# KN Anthoupolis
Le KN Anthoupolis est un club de handball situé à Nicosie en Chypre.

## Palmarès
- Championnat de Chypre  (7) : 1984, 1985, 1986, 1987, 1988, 1989, 1990.
- Coupe de Chypre  (4) : 1984, 1985, 1988, 1990.